# ВК Марек Юнион-Ивкони
„Локомотив Авиа“ е волейболен клуб, основан в Дупница, България през 1996 г., под името „Атлетик“
За председател на Управителния съвет през 2000 г. е избран Ивайло Константинов – президент на транспортно-туристически консорциум „Юнион-Ивкони“. Още на следващата година отборът извоюва място в елитната група.
В различни периоди от време за последните 6 г. в тима играят известни волейболисти като Петър Узунов, Мартин Стоев, Людмил Найденов, Найден Найденов, Ивайло Гаврилов, Цветан Соколов. Клубът дава национални състезатели във всички възрастови групи.
Постепенно клубът се нарежда сред водещите в България. През 2012 година става шампион на България за 1-ви път, а на следващата година прави златен дубъл, печелейки титлата и Купата на България.
През 2013 г. участва във волейболната Шампионска лига, където постига една победа и пет поражения, две от които с 2:3 гейма.
Нс 31 януари 2024 г., е взето решение клубът да се премести в Пловдив и да приеме името „Локомотив Авиа“

## Успехи
- Шампион на България: 2011/12, 2012/13, 2013/14, 2014/15